# Subic Bay International Airport

i8
i11
i13
Der Subic Bay International Airport (Filipino Paliparang Pandaigdig ng Look ng Subic, Abkürzung SBIA, IATA-Code: SFS, ICAO-Code: RPLB) ist der Flughafen von Zambales und dient als Ausweichflughafen für den Ninoy Aquino International Airport in Manila.
Der Flughafen war als Naval Air Station Cubi Point Teil der Subic Naval Base der United States Navy bevor die Basis geschlossen wurde.

## Flughafeneinrichtungen
Subic Bay International Airport betreibt eine Anzahl moderner Ausstattungen und Einrichtungen, wie z. B.;
- 8× Check-In Schalter
- Automatische Flug Information Display System
- VIP Lounge
- Konferenzraum
- Gastronomiebereich für 150 Personen
- 10,000m² Passagier Terminal mit 2× Abfertigungsgates
- 2× Fluggastbrücken
- Überwachungsanlage (CCTV)
- 9000 Fuß Start-/Landebahn
- militärische Rampe (Southwest Ramp), wird von den US-Streitkräften als Teil ihres Vertrages genannt Enhanced Defense Cooperation Agreement (EDCA) zwischen den Philippinen und den Vereinigten Staaten betrieben

## Fluggesellschaften und Flugziele
| Fluggesellschaften | Destinationen      |
| ------------------ | ------------------ |
| Air Juan           | Manila-CCP Complex |

### Flugschule
- APG International Aviation Academy
- Aero Equipment Aviation Inc.
- ACE Pilots Aviation Academy
- OMNI Aviation Corporation
- Asian Institute Of Aviation
- Alpha Aviation Group
- First Aviation Academy Inc.

## Ereignisse
- Subic Bay International Airport veranstaltete eine Airshow mit zahlreiche Großraumflugzeuge während des 7. APEC Summit im Jahre 1996. Diese waren eine gecharterte Royal Brunei Airlines Airbus A340-200, Japan Air Self-Defense Force Boeing 747-400, Air Force One,  Boeing 747-200B und weitere Flugzeuge.